# Adam Carroll
Adam Carroll (Portadown, 26 ottobre 1982) è un pilota automobilistico britannico, ha vinto l'A1 Grand Prix 2008 con il team Irlanda.
Nella sua carriera ha corso due gare della IndyCar Series nel 2010, la stagione 2016-2017 della Formula E con la Jaguar Racing e la 24 Ore di Le Mans 2016 nella classe GTE AM. 

## Carriera

### A1 GP
Nel 2007-08 debutta nella A1 Grand Prix, dove ottiene il titolo iridato l'anno successivo grazie a 5 vittorie.

### Indycar
Nel 2010 il britannico disputa alcune gare nella Indycar con Andretti ma senza ottenere punti.

### Formula E
Nel 2016, il britannico, inizia la sua carriera in Formula E, in seno alla Jaguar Racing. Porta a termine tutte le gare in calendario, andando a punti in due occasioni. Chiude la stagione al ventunesimo posto con cinque punti ottenuti ma a fine stagione non sarà riconfermato per l'anno successivo.

## Risultati

### DTM
| Anno | Team          | Vettura          | 1       | 2     | 3      | 4      | 5      | 6   | 7   | 8   | 9   | 10  | Punti | Pos. |
| ---- | ------------- | ---------------- | ------- | ----- | ------ | ------ | ------ | --- | --- | --- | --- | --- | ----- | ---- |
| 2007 | Futurecom TME | Audi A4 DTM 2005 | HOC Rit | OSC 9 | LAU 11 | BRH 15 | NOR 17 | MUG | ZAN | NÜR | CAT | HOC | 0     | 18°  |

### 24 Ore di Le Mans
| Anno | Team        | Co-piloti                  | Vettura         | Classe | Giri | Pos. | Class pos. |
| ---- | ----------- | -------------------------- | --------------- | ------ | ---- | ---- | ---------- |
| 2016 | Gulf Racing | Ben Barker Mike Wainwright | Porsche 911 RSR | GTE Am | 328  | 33°  | 5°         |

### Formula E
| Anno    | Squadra                 | Vettura         | 1      | 2      | 3      | 4     | 5      | 6      | 7      | 8      | 9      | 10     | 11     | 12     | Punti | Pos. |
| ------- | ----------------------- | --------------- | ------ | ------ | ------ | ----- | ------ | ------ | ------ | ------ | ------ | ------ | ------ | ------ | ----- | ---- |
| 2016-17 | Panasonic Jaguar Racing | Jaguar I-Type 1 | HKG 12 | MAR 14 | BNA 17 | MEX 8 | MON 14 | PAR 15 | BER 14 | BER 16 | NYC 10 | NYC 11 | MTR 16 | MTR 14 | 5     | 21º  |